# Altdeutscher Schäferhund
Pastor alemão de Linhagem Antiga (em alemão:  Altdeutscher Schäferhund) é uma variedade do Pastor alemão. 
O Pastor Alemão de Linhagem Antiga (Altdeutscher schäferhund) são cães pastor alemão de pêlo comprido descendentes dos cães de trabalho DDR com a variante de pêlo comprido que por motivos práticos em tempo de guerra tinham sido excluídos do SV (Schäferhundverein – Clube de cão Pastor alemão).
Apesar disso, alguns criadores alemães e outros (Belgas, holandeses, americanos, ingleses), seduzidos pelas suas características extraordinárias e pelo gosto dos indivíduos de pêlo comprido e dorso direito, decidiram continuar a criação especificamente deste tipo de pastor alemão.
Algumas das suas características são o físico imponente e a sua robustez mas também por serem cães dotados de uma excelente saúde, equilíbrio mental, temperamento forte, inteligência, energia, e por serem um companheiro agradável, afectuoso, protector e próximo do seu dono. Estes cães têm muito desejo e necessidade de aprender e trabalhar, são brincalhões e muito perseverantes, sempre querendo agradar.
Afim de o diferenciar dos restantes pastores alemães do FCI, mudaram a denominação para Pastor Alemão de Linhagem Antiga – Altdeutscher schäferhund e continuaram a mesma selecção criteriosa e rigorosa que os criadores precedentes tinham realizado evitando de os cruzar com as linhagens de beleza para manterem o standard antigo.

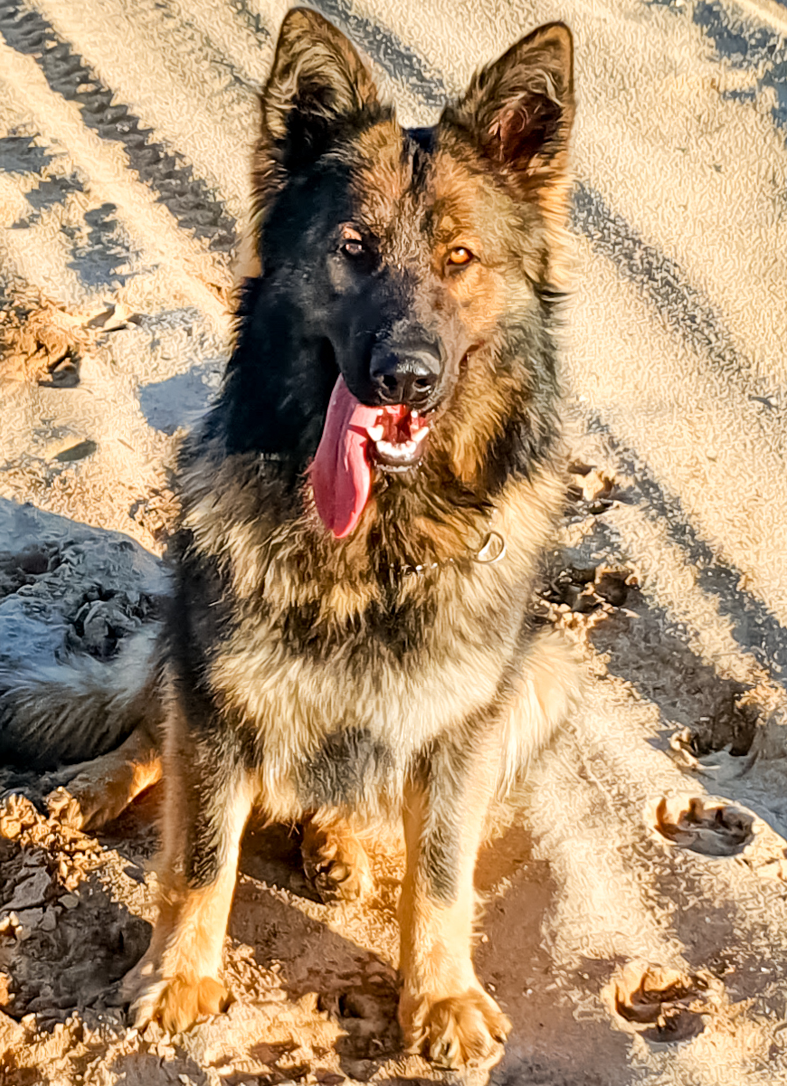
Pastor Alemão de linhagem Antiga

Esta raça não é reconhecida como raça separada pela Federação Cinológica Internacional, sendo considerada apenas parte do pastor alemão. No entanto, há esforços para estabelecer esta variedade como uma raça separada..

## História
Na Sociedade do Pastor alemão(Verein für deutsche Schäferhunde) da Alemanha, a variação de pêlo comprido não foi aceita por um longo tempo. Isso mudou em 2009. Em 2010, a variedade de pelo longo foi novamente aceita. Antes disso, Criadores do Pastor alemão de pelo longo haviam fundado seu próprio Kennel Clube e nomearam a variedade de pêlo longo como "Pastor Alemão de Linhagem antiga", uma nomenclatura um tanto controversa. 
Algumas variedades autóctones antigas de cães de pastoreio também são chamadas de Altdeutscher Schäferhund ("Antigo Pastor alemão"). Para evitar confusões, todas estas estirpes autóctones são agora classificadas sob o termo genérico  Altdeutsche Hütehunde ("Antigos Cães de Pastoreio alemães"), separados do pastor alemão de pelo longo.

## Aparência
É um cão de tamanho médio, com o comprimento do tronco maior que a altura ao garrote (cerca de 20%). A sua aparência é bem constituído e musculado, sem parecer pesado, o que lhe dá um aspeto equilibrado e movimentos fluidos. O Altdeutscher schäferhund (pastor Alemão de linhagem antiga) tem um pêlo longo e espesso. É um cão com um temperamento estável, de natureza confiante, atento e dedicado. Não deve em nenhum caso ser agressivo ou medroso. O dimorfismo sexual entre macho e fêmea deve ser notório e marcado.

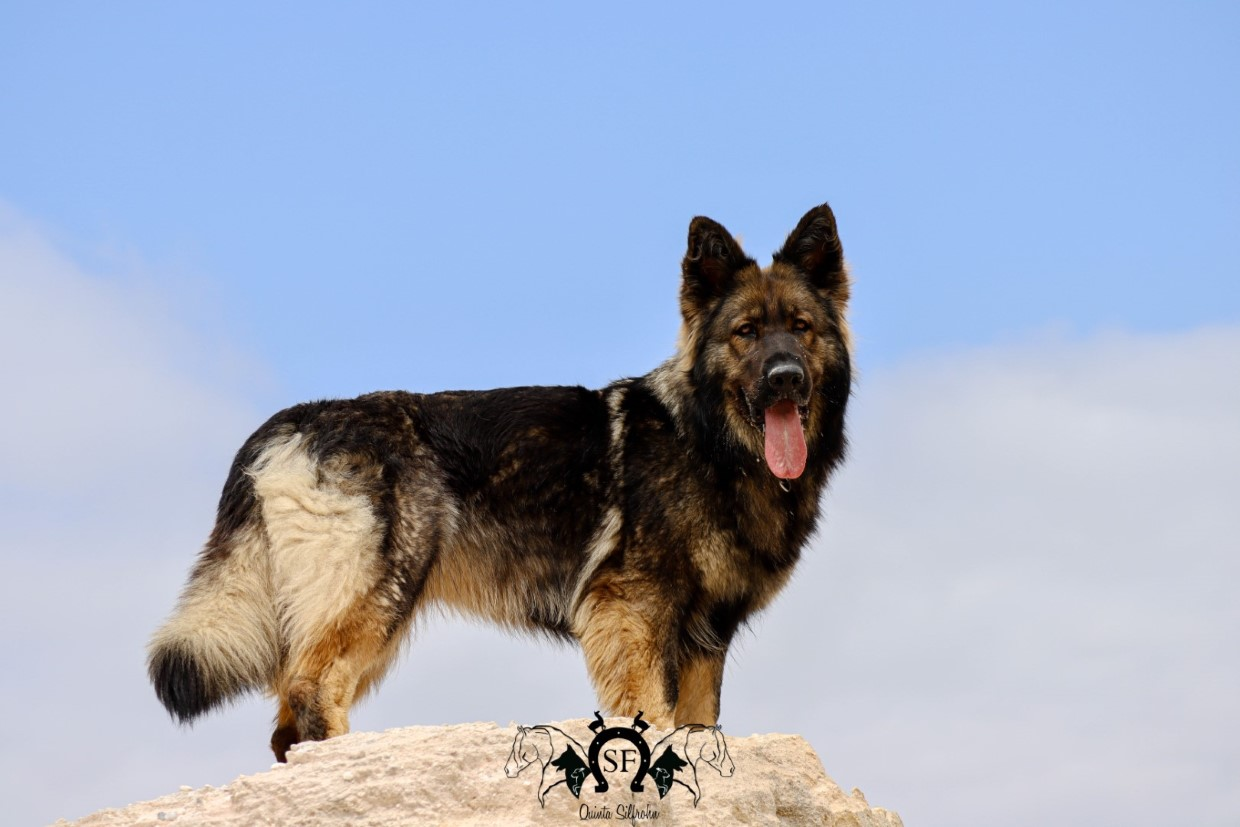
Ysera - Pastor alemão linhagem antiga - Quinta Silfrohn

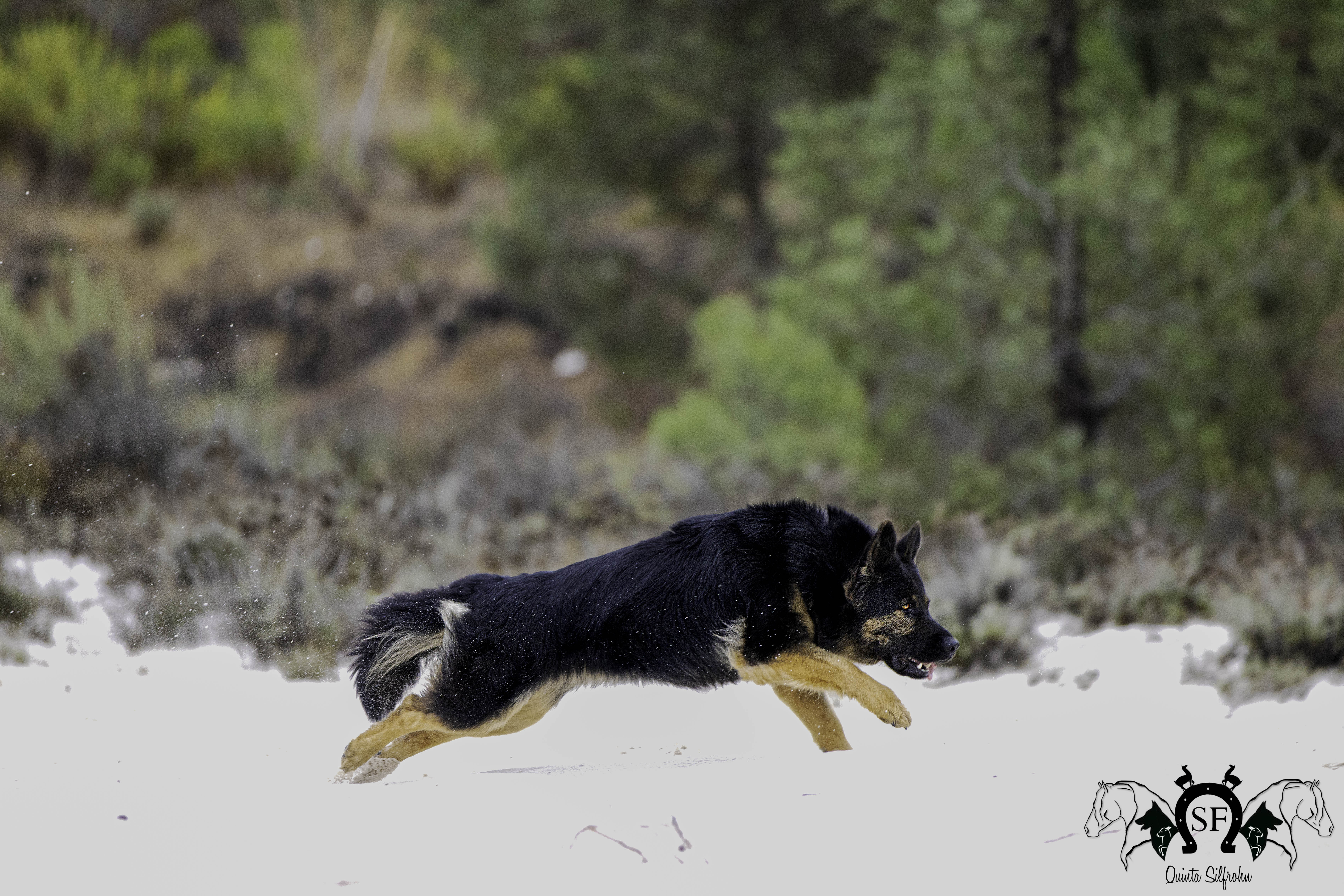
Akira - Pastor Alemão de linhagem antiga - [https://caes.silfrohn.pt/caes/ Quinta Silfrohn